# 佩雷索普尼察
50°40′7″N 25°59′35″E / 50.66861°N 25.99306°E

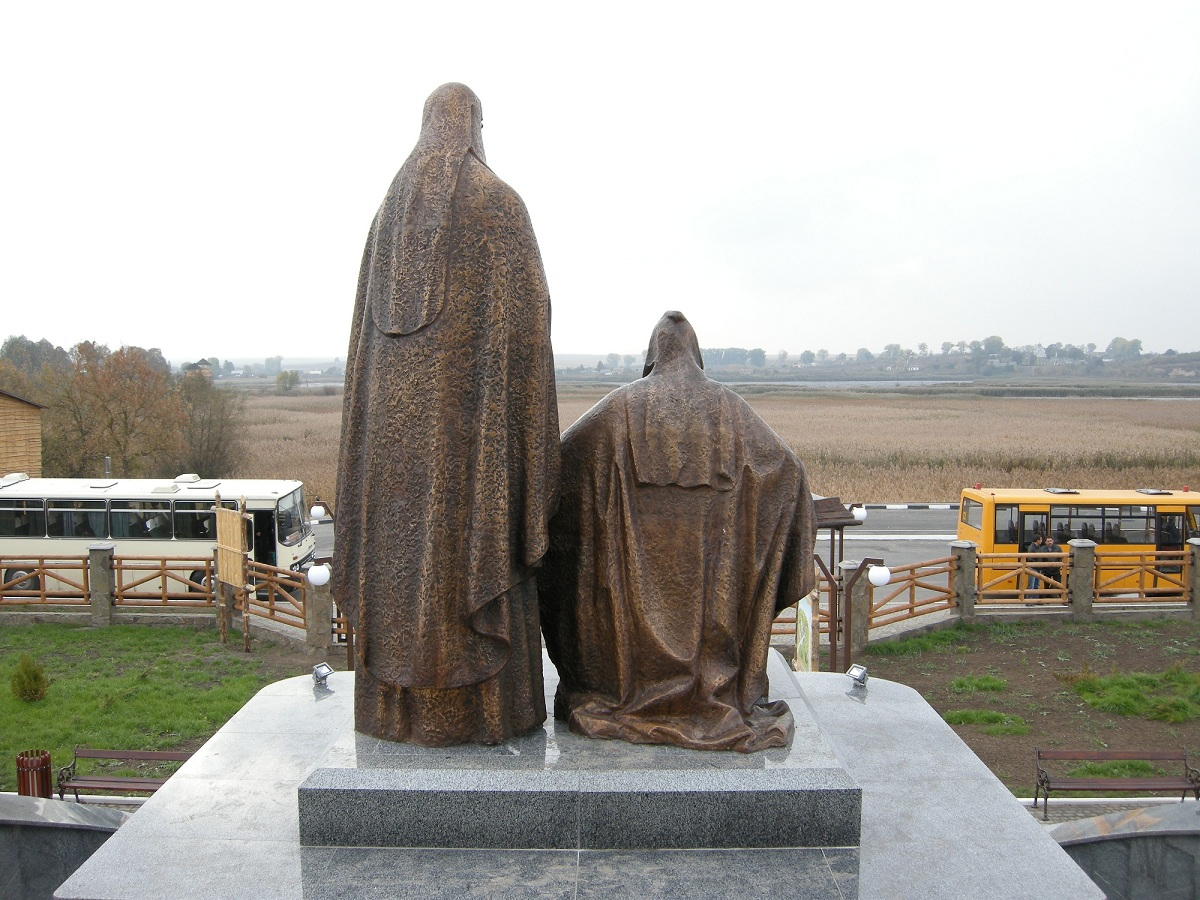

佩雷索普尼察（烏克蘭語：Пересопниця），是烏克蘭西北部里夫内州里夫内区佳季科维奇市镇的村落。面積0.42平方公里，海拔高度183米，2005年該村落人口121。